# Senica
Senica je slovenské okresní město ležící v Trnavském kraji. Žije zde přibližně 19 tisíc obyvatel.

## Poloha a charakteristika
Senica se nachází v severovýchodní části Záhorské nížiny, na jejím rozhraní s Myjavskou pahorkatinou v povodí říčky Teplice, v nadmořské výšce 208 metrů. Město je vzdálené od hlavního města Bratislavy 90,1 km krajského města Trnava 41 km a je centrem okresu Senica, sousedí s deseti obcemi: Hlboké, Dojč, Koválov, Smrdáky, Podbranč, Prietrž, Rovensko, Sobotište, Šajdíkove Humence a Rybky.

### Části obce
- Čáčov, Kunov

## Historie
První písemná zmínka o městě pochází z roku 1256.

## Sporty
- HC Dukla Senica – hokejový klub hrající 2. ligu (třetí nejvyšší soutéž)
- Futbalový klub Senica – fotbalový klub hrající soutěž 7. fotbalová liga (nejvyšší fotbalová soutěž)

## Vodní toky
- Teplica

## Partnerské obce
- Bač (Srbsko)
- Herzogenbuchsee (Švýcarsko)
- Pultusk (Polsko)
- Trutnov (Česko)
- Velké Pavlovice (Česko)

## Osobnosti
- Vlado Adásek (* 1972), režisér a scenárista
- Michal Blažek (1753–1827), reformovaný kazatel působící na Moravě
- Martin Miloš Braxatoris (1863–1934), kněz, básník, redaktor, překladatel
- Pavol Braxatoris (1909–1980), textař, libretista
- Vladimír Fajnor (1875–1952), československý ministr spravedlnosti a předseda Nejvyššího soudu
- Ľubomír Feldek (* 1936), překladatel, básník, prozaik, dramatik
- Vavro Hajdů (1913–1977), československý politik
- Jozef Kvetoslav Holub (1820–1899), pedagog
- Ivan Horváth (1904–1960), představitel moderní slovenské prózy, politik, právník
- Ján Mocko (1843–1911), evangelický duchovní, církevní a literární historik
- Ján Mudroch (1909–1968), malíř a pedagog
- Ján Náhlik (1922–1989), technik, fotograf
- Laco Novomeský (1904–1976), básník, novinář, politik
- Viliam Pauliny-Tóth (1826–1877), politik, beletrista, básník a publicista
- Štefan Pilárik (1615–1693), kněz, spisovatel